# Ipomoea anemophoba
Ipomoea anemophoba är en vindeväxtart som beskrevs av Emilio Chiovenda. Ipomoea anemophoba ingår i släktet praktvindor, och familjen vindeväxter. Inga underarter finns listade i Catalogue of Life.